# Église Saint-Pierre de Gaillard
L'église Saint-Pierre de Gaillard est une église catholique française, située dans le département de la Haute-Savoie, dans la commune de Gaillard.

## Historique
L'église Saint-Pierre de Gaillard a été construite en 1880, dans le style néogothique.
En 1979, un orgue, réalisé par Pierre Saby, facteur d’orgues à Saint-Uze, y a été installé. 
Les mobiliers de l'église (crucifix, autel et chemin de croix) sont réalisés par Constant Demaison.
Depuis la dernière rénovation intérieure en 1993, une chapelle consacrée à la Vierge a été aménagée côté droit du chœur. 
Les tableaux sont peints par Robert Mestelan.

## Description
Le clocher de l'église abrite une cloche, pesant 800 kilos. Elle a été installée dans le clocher le dimanche 1er janvier 1882. Elle a été coulée en 1881 par les frères Beauquis. De note fa dièse 3, elle sonne en rétrograde. Son joug est en bois. Elle a été bénite ce même jour par Monsieur Joseph Levret, curé archiprêtre d’Annemasse. 